# Golo, der Gartenzwerg
Golo, der Gartenzwerg (im Englischen: Gordon the Garden Gnome) ist eine deutsch-britische Zeichentrickserie, die zwischen 2005 und 2006 produziert wurde.

## Handlung
Golo ist ein Gartenzwerg, der eine besonders Verhältnis zu der Natur und Umwelt pflegt, in dem er z. B. die Tiere und Pflanzen schützt. Gemeinsam mit seinen Freunden und Nachbarn (welche ebenfalls Gartenzwerge sind und in unterschiedlichen Gärten leben) erlebt er immer viele unterschiedliche Abenteuer. 

## Produktion und Veröffentlichung
Die Serie ist in deutsch-britischer Produktion entstanden und wurde von 2005 bis 2006 produziert. Dabei ist eine Staffel mit 52 Episoden entstanden. Regie führte hierbei Tony Collingwood und die Produktion übernahm Collingwood O’Hare Entertainment.
Die deutsche Erstausstrahlung fand am 15. August 2005 auf KiKA statt. Später wurde die Serie auch auf ZDF, Premiere Austria und Junior ausgestrahlt.

## Episodenliste
| Nr. | Titel                     | Erstausstrahlung  |
| 01  | Schneckenalarm            | 13. März 2006     |
| 02  | Ach, du dicker Kürbis     | 14. März 2006     |
| 03  | Wasserspiele              | 15. März 2006     |
| 04  | Ein verflixter Plan       | 16. März 2006     |
| 05  | Tierische Laubsauger      | 17. März 2006     |
| 06  | Peter verreist            | 18. März 2006     |
| 07  | Elfenring                 | 04. Februar 2006  |
| 08  | Krähenüberfall            | 18. Februar 2006  |
| 09  | Ein Sturm                 | 25. Februar 2006  |
| 10  | Ein Bienenhaus            | 04. März 2006     |
| 11  | Abenteuer Wildnis         | 23. März 2006     |
| 12  | Frühlingsanfang           | 19. März 2006     |
| 13  | Wo ist der Häuptling?     | 25. März 2006     |
| 14  | Holzwurmattacke           | 26. März 2006     |
| 15  | Wo ist mein Hut?          | 27. März 2006     |
| 16  | Zurück zu den Wurzeln     | 28. März 2006     |
| 17  | Geschmackstest            | 29. März 2006     |
| 18  | Gefiederter Freund        | 30. März 2006     |
| 19  | Eine Fledermaus           | 05. Februar 2006  |
| 20  | Zaubertricks              | 12. Februar 2006  |
| 21  | Feine Verwandte           | 19. Februar 2006  |
| 22  | Heimatlos                 | 26. Februar 2006  |
| 23  | Ein Kriminalfall          | 05. März 2006     |
| 24  | Klein sein ist schwer     | 12. März 2006     |
| 25  | Die klassische Reihe      | 26. März 2006     |
| 26  | Einmalige Gelegenheit     | 02. April 2006    |
| 27  | Glorias Ring              | 03. Oktober 2006  |
| 28  | Die Schatztruhe           | 04. Oktober 2006  |
| 29  | Ein bezauberndes Lämmchen | 05. Oktober 2006  |
| 30  | Man lernt nie aus         | 06. Oktober 2006  |
| 31  | So ein heißer Sommer      | 09. Oktober 2006  |
| 32  | Nächtliche Ruhestörung    | 10. Oktober 2006  |
| 33  | Sprechende Pflanzen       | 11. Oktober 2006  |
| 34  | Die Zwergenakademie       | 12. Oktober 2006  |
| 35  | Der große Auftritt        | 13. Oktober 2006  |
| 36  | Höhere Schule             | 16. Oktober 2006  |
| 37  | Der Zwerg im Mond         | 17. Oktober 2006  |
| 38  | Unkrautschlacht           | 18. Oktober 2006  |
| 39  | Viel zu viel Zwerge       | 19. Oktober 2006  |
| 40  | Der Robozwerg             | 20. Oktober 2006  |
| 41  | Das Geschmüsetier         | 23. Oktober 2006  |
| 42  | Die große Flut            | 24. Oktober 2006  |
| 43  | Ein Wunschbrunnen         | 25. Oktober 2006  |
| 44  | Rosis Geburtstagsbaum     | 26. Oktober 2006  |
| 45  | Überraschungstag          | 27. Oktober 2006  |
| 46  | Auf und davon             | 30. Oktober 2006  |
| 47  | Klingeltöne               | 31. Oktober 2006  |
| 48  | Froschkonzert             | 01. November 2006 |
| 49  | Dino-Verhängnis           | 02. November 2006 |
| 50  | Erinnerungen              | 03. November 2006 |
| 51  | Zwerg Riese               | 06. November 2006 |
| 52  | Der neue Häuptling        | 07. November 2006 |